# Peperomia dimota
Peperomia dimota är en pepparväxtart som beskrevs av Trel. & Yunck.. Peperomia dimota ingår i släktet peperomior, och familjen pepparväxter. Inga underarter finns listade i Catalogue of Life.